# Unione Sportiva Sassuolo Calcio 2017-2018
Questa voce raccoglie le informazioni riguardanti l'Unione Sportiva Sassuolo Calcio nelle competizioni ufficiali della stagione 2017-2018.

## Stagione
La quinta stagione dei neroverdi in massima serie vede l'addio del tecnico Eusebio Di Francesco, accasatosi alla Roma; in sua sostituzione viene chiamato Cristian Bucchi. Il campionato 2017-18 si caratterizza per un avvio lento, con appena 4 punti in 7 giornate. Successivamente la formazione emiliana riesce ad ottenere punti fondamentali contro S.P.A.L. e Benevento, avversarie candidate - loro malgrado - alla corsa per la salvezza. In seguito alla sconfitta interna con l'Hellas Verona, Giuseppe Iachini rimpiazza Bucchi alla conduzione tecnica; nelle ultime giornate del girone di andata il Sassuolo conquista tre vittorie consecutive (ai danni di Crotone, Sampdoria e Inter) ed un pareggio con la Roma, vantando al giro di boa un margine di 6 punti sul terzultimo posto.
Le pesanti disfatte rimediate con Atalanta, Juventus e Lazio rimettono in discussione la salvezza, prima che la squadra ottenga 14 punti in 8 giornate. La striscia positiva scongiura i rischi di retrocessione, con la permanenza assicurata dalle vittorie contro Sampdoria e Inter. Il campionato viene concluso all'undicesimo posto, con 43 punti in classifica.

## Divise e sponsor
Il fornitore tecnico per la stagione 2017-2018 è Kappa, mentre lo sponsor ufficiale è Mapei.
| Casa | Trasferta | Terza divisa |

## Rosa
Rosa e numerazione sono aggiornati al 31 gennaio 2018.
| N. |                    | Ruolo | Calciatore                       |
| -- | ------------------ | ----- | -------------------------------- |
| 4  | Italia (bandiera)  | C     | Francesco Magnanelli (capitano)  |
| 5  | Uruguay (bandiera) | D     | Mauricio Lemos                   |
| 6  | Italia (bandiera)  | C     | Luca Mazzitelli                  |
| 7  | Italia (bandiera)  | C     | Simone Missiroli                 |
| 8  | Italia (bandiera)  | C     | Davide Biondini                  |
| 9  | Italia (bandiera)  | A     | Pietro Iemmello                  |
| 10 | Italia (bandiera)  | A     | Alessandro Matri                 |
| 11 | Italia (bandiera)  | A     | Diego Falcinelli                 |
| 12 | Italia (bandiera)  | C     | Stefano Sensi                    |
| 13 | Italia (bandiera)  | D     | Federico Peluso                  |
| 14 | Italia (bandiera)  | A     | Gianluca Scamacca                |
| 15 | Italia (bandiera)  | D     | Francesco Acerbi (vice capitano) |
| 16 | Italia (bandiera)  | A     | Matteo Politano                  |
| 17 | Italia (bandiera)  | A     | Nicholas Pierini                 |
| 19 | Italia (bandiera)  | D     | Riccardo Marchizza               |
| 20 | Italia (bandiera)  | A     | Federico Ricci                   |
| 21 | Spagna (bandiera)  | D     | Pol Lirola                       |
| 22 | Italia (bandiera)  | C     | Davide Frattesi                  |

| N. |                        | Ruolo | Calciatore         |
| -- | ---------------------- | ----- | ------------------ |
| 23 | Italia (bandiera)      | D     | Marcello Gazzola   |
| 24 | Italia (bandiera)      | D     | Edoardo Goldaniga  |
| 25 | Italia (bandiera)      | A     | Domenico Berardi   |
| 26 | Brasile (bandiera)     | D     | Rogério            |
| 28 | Italia (bandiera)      | D     | Paolo Cannavaro    |
| 29 | Italia (bandiera)      | C     | Francesco Cassata  |
| 30 | Senegal (bandiera)     | A     | Babacar            |
| 32 | Ghana (bandiera)       | C     | Alfred Duncan      |
| 38 | Croazia (bandiera)     | A     | Martin Erlić       |
| 39 | Italia (bandiera)      | D     | Cristian Dell'Orco |
| 47 | Italia (bandiera)      | P     | Andrea Consigli    |
| 55 | Paesi Bassi (bandiera) | D     | Timo Letschert     |
| 70 | Italia (bandiera)      | P     | Leonardo Marson    |
| 76 | Italia (bandiera)      | P     | Giacomo Satalino   |
| 79 | Italia (bandiera)      | P     | Gianluca Pegolo    |
| 90 | Italia (bandiera)      | A     | Antonino Ragusa    |
| 98 | Italia (bandiera)      | D     | Claud Adjapong     |

## Calciomercato

### Sessione estiva(dal 1º/7 al 31/8)
| Acquisti         | Acquisti           | Acquisti       | Acquisti                                                              | Acquisti |
| R.               | Nome               | da             | Modalità                                                              |          |
| ---------------- | ------------------ | -------------- | --------------------------------------------------------------------- | -------- |
| D                | Gian Marco Ferrari | Crotone        | fine prestito                                                         |          |
| D                | Edoardo Goldaniga  | Palermo        | definitivo                                                            |          |
| D                | Riccardo Marchizza | Roma           | definitivo                                                            |          |
| D                | Rogério            | Juventus       | prestito                                                              |          |
| C                | Francesco Cassata  | Juventus       | definitivo                                                            |          |
| A                | Diego Falcinelli   | Crotone        | fine prestito                                                         |          |
| A                | Federico Ricci     | Roma           | riscatto cartellino (4,5 milioni €)                                   |          |
| A                | Marcello Trotta    | Crotone        | fine prestito                                                         |          |
| Altre operazioni |                    |                |                                                                       |          |
| R.               | Nome               | da             | Modalità                                                              |          |
| P                | Leonardo Marson    | Palermo        | prestito con diritto di riscatto                                      |          |
| P                | Giacomo Satalino   | Fiorentina     | definitivo                                                            |          |
| D                | Leonardo Fontanesi | Brescia        | fine prestito                                                         |          |
| D                | Jonathan Rossini   | Livorno        | fine prestito                                                         |          |
| C                | Alessandro Ahmetaj | Cesena         | definitivo                                                            |          |
| C                | Filippo Bandinelli |                | svincolato                                                            |          |
| C                | Jérémie Broh       | Südtirol       | fine prestito                                                         |          |
| C                | Davide Frattesi    | Roma           | definitivo                                                            |          |
| C                | Karim Laribi       | Cesena         | fine prestito                                                         |          |
| C                | Andrea Mandelli    | Castelvetro    | fine prestito                                                         |          |
| C                | Giovanni Sbrissa   | Brescia        | controriscatto cartellino                                             |          |
| A                | Pietro Cianci      | Fidelis Andria | fine prestito                                                         |          |
| A                | Ettore Gliozzi     | Südtirol       | fine prestito                                                         |          |
| A                | Alessio Vita       | Vicenza        | fine prestito                                                         |          |
| A                | Giacomo Zecca      | Cremonese      | rientro anticipato dal prestito durante la stessa sessione di mercato |          |

| Cessioni         | Cessioni                 | Cessioni        | Cessioni                                                          |
| R.               | Nome                     | a               | Modalità                                                          |
| ---------------- | ------------------------ | --------------- | ----------------------------------------------------------------- |
| P                | Alberto Pomini           | Palermo         | definitivo                                                        |
| D                | Luca Antei               | Benevento       | prestito con obbligo di riscatto                                  |
| D                | Gian Marco Ferrari       | Sampdoria       | prestito con diritto di riscatto e controriscatto (1,5 milioni €) |
| D                | Riccardo Marchizza       | Avellino        | prestito con diritto di riscatto e controriscatto                 |
| C                | Alberto Aquilani         | Pescara         | fine prestito                                                     |
| C                | Raman Chibsah            | Benevento       | riscatto cartellino                                               |
| C                | Lorenzo Pellegrini       | Roma            | controriscatto cartellino (10 milioni €)                          |
| A                | Grégoire Defrel          | Roma            | definitivo                                                        |
| A                | Pietro Iemmello          | Benevento       | prestito con obbligo di riscatto                                  |
| A                | Federico Ricci           | Genoa           | prestito con diritto di riscatto e controriscatto                 |
| A                | Marcello Trotta          | Crotone         | prestito con diritto di riscatto e controriscatto                 |
| Altre operazioni |                          |                 |                                                                   |
| R.               | Nome                     | a               | Modalità                                                          |
| P                | Bryan Costa              | Vicenza         | fine prestito                                                     |
| D                | Nicolò Bruschi           | Santarcangelo   | prestito                                                          |
| D                | Martin Erlić             | Südtirol        | prestito                                                          |
| D                | Leonardo Fontanesi       | Gubbio          | prestito                                                          |
| D                | Giulio Gambardella       | Lecce           | definitivo                                                        |
| D                | Andrea Masetti           | Fano            | prestito                                                          |
| D                | Luca Ravanelli           | Padova          | prestito                                                          |
| D                | Jonathan Rossini         | Pistoiese       | prestito                                                          |
| D                | Marco Saccani            | Sanmichelese    | definitivo                                                        |
| C                | Filippo Bandinelli       | Perugia         | prestito con diritto di riscatto e controriscatto                 |
| C                | Simone Franchini         | Ternana         | prestito                                                          |
| C                | Igor Kondic              |                 | svincolato                                                        |
| C                | Karim Laribi             | Cesena          | definitivo                                                        |
| C                | Andrea Mandelli          | Crema           | prestito                                                          |
| C                | Marius Marin             | Catanzaro       | prestito                                                          |
| C                | Leonardo Sarzi Maddidini | Fiorenzuola     | prestito                                                          |
| C                | Giovanni Sbrissa         | Cesena          | prestito                                                          |
| C                | Davide Tinterri          | Vigor Carpaneto | prestito                                                          |
| A                | Jérémie Broh             | Südtirol        | rinnovo prestito                                                  |
| A                | Simone Caputo            | Latina          | prestito                                                          |
| A                | Pietro Cianci            | Reggiana        | prestito                                                          |
| A                | Ettore Gliozzi           | Cesena          | prestito                                                          |
| A                | Alessandro Romairone     | Genoa           | prestito                                                          |
| A                | Alessio Vita             | Cesena          | definitivo                                                        |
| A                | Giacomo Zecca            | Cremonese       | prestito                                                          |
| A                | Giacomo Zecca            | Piacenza        | prestito                                                          |

### Sessione invernale(dal 3/1/ al 31/1)
| Acquisti | Acquisti          | Acquisti       | Acquisti   |
| R.       | Nome              | da             | Modalità   |
| -------- | ----------------- | -------------- | ---------- |
| D        | Mauricio Lemos    | Las Palmas     | prestito   |
| D        | Pol Lirola        | Juventus       | definitivo |
| A        | Mota Carvalho     | Virtus Entella | prestito   |
| A        | Andrea Cisco      | Padova         | definitivo |
| A        | Khouma El Babacar | Fiorentina     | prestito   |

| Cessioni | Cessioni         | Cessioni   | Cessioni   |
| R.       | Nome             | a          | Modalità   |
| -------- | ---------------- | ---------- | ---------- |
| D        | Paolo Cannavaro  |            | ritiro     |
| D        | Marcello Gazzola | Parma      | definitivo |
| A        | Andrea Cisco     | Padova     | prestito   |
| A        | Diego Falcinelli | Fiorentina | prestito   |
| A        | Nicolò Bruschi   | Cuneo      | prestito   |

## Risultati

### Serie A

#### Girone di andata
| Reggio nell'Emilia 20 agosto 2017, ore 20:45 CEST 1ª giornata | Sassuolo          | 0 – 0 referto | Genoa | Mapei Stadium - Città del Tricolore (8 134 spett.)\| Arbitro: \| Damato (Barletta) \| |
| Arbitro:                                                      | Damato (Barletta) |               |       |                                                                                       |

| Arbitro: | Mazzoleni (Bergamo) |

|                                |           |  |
| Belotti 44’ Ljajic 84’ Obi 88’ | Marcatori |  |

| Arbitro: | Pasqua (Tivoli) |

|                           |           |           |
| Cornelius 35’ Petagna 77’ | Marcatori | 28’ Sensi |

| Arbitro: | Massa (Imperia) |

|              |           |                      |
| Politano 51’ | Marcatori | 16’, 49’, 63’ Dybala |

| Arbitro: | Gavillucci (Latina) |

|  |           |                  |
|  | Marcatori | 60’ (rig.) Matri |

| Arbitro: | Tagliavento (Terni) |

|  |           |              |
|  | Marcatori | 89’ Okwonkwo |

| Arbitro: | Maresca (Napoli) |

|                                                                         |           |                    |
| Luis Alberto 45+1’, 57’ de Vrij 56’ Parolo 64’, 69’ Immobile 81’ (rig.) | Marcatori | 27’ (rig.) Berardi |

| Reggio nell'Emilia 15 ottobre 2017, ore 15:00 CEST 8ª giornata | Sassuolo               | 0 – 0 referto | Chievo | Mapei Stadium - Città del Tricolore (8 712 spett.)\| Arbitro: \| Manganiello (Pinerolo) \| |
| Arbitro:                                                       | Manganiello (Pinerolo) |               |        |                                                                                            |

| Arbitro: | Fabbri (Ravenna) |

|  |           |             |
|  | Marcatori | 1’ Politano |

| Arbitro: | Tagliavento (Terni) |

|  |           |           |
|  | Marcatori | 32’ Barak |

| Arbitro: | Pairetto (Nichelino) |

|                                    |           |                |
| Allan 22’ Callejón 44’ Mertens 54’ | Marcatori | 41’ Falcinelli |

| Arbitro: | Damato (Barletta) |

|  |           |                           |
|  | Marcatori | 39’ A. Romagnoli 67’ Suso |

| Arbitro: | Mazzoleni (Bergamo) |

|                |           |                        |
| Armenteros 65’ | Marcatori | 57’ Matri 90+4’ Peluso |

| Arbitro: | Valeri (Roma) |

|  |           |                        |
|  | Marcatori | 22’ Zuculini 31’ Verde |

| Arbitro: | Banti (Livorno) |

|                                     |           |  |
| Simeone 32’ Veretout 42’ Chiesa 71’ | Marcatori |  |

| Arbitro: | Manganiello (Pinerolo) |

|                            |           |                   |
| Goldaniga 49’ Politano 61’ | Marcatori | 66’ (aut.) Acerbi |

| Arbitro: | Gavillucci (Latina) |

|  |           |           |
|  | Marcatori | 90’ Matri |

| Arbitro: | Doveri (Roma) |

|                |           |  |
| Falcinelli 34’ | Marcatori |  |

| Arbitro: | Orsato (Schio) |

|                |           |               |
| Pellegrini 31’ | Marcatori | 78’ Missiroli |

#### Girone di ritorno
| Arbitro: | Giacomelli (Trieste) |

|               |           |  |
| Galabinov 80’ | Marcatori |  |

| Arbitro: | Fabbri (Ravenna) |

|             |           |         |
| Berardi 54’ | Marcatori | 26’ Obi |

| Arbitro: | Valeri (Roma) |

|  |           |                                        |
|  | Marcatori | 30’ Masiello 83’ Cristante 86’ Freuler |

| Arbitro: | Giacomelli (Trieste) |

|                                                                  |           |  |
| Alex Sandro 9’ Khedira 24’, 27’ Pjanic 38’ Higuaín 63’, 74’, 83’ | Marcatori |  |

| Reggio nell'Emilia 11 febbraio 2018, ore 12:30 CET 24ª giornata | Sassuolo            | 0 – 0 referto | Cagliari | Mapei Stadium - Città del Tricolore (9 149 spett.)\| Arbitro: \| Mazzoleni (Bergamo) \| |
| Arbitro:                                                        | Mazzoleni (Bergamo) |               |          |                                                                                         |

| Arbitro: | Tagliavento (Terni) |

|                     |           |             |
| Poli 12’ Pulgar 88’ | Marcatori | 38’ Babacar |

| Arbitro: | Manganiello (Pinerolo) |

|  |           |                                              |
|  | Marcatori | 7’, 47’ Milinković-Savić 30’ (rig.) Immobile |

| Arbitro: | Tagliavento (Terni) |

|                 |           |               |
| Giaccherini 72’ | Marcatori | 90+5’ Cassata |

| Arbitro: | Doveri (Roma) |

|                    |           |               |
| Babacar 31’ (rig.) | Marcatori | 27’ Antenucci |

| Arbitro: | Abisso (Palermo) |

|            |           |                            |
| Fofana 44’ | Marcatori | 42’ (aut.) Adnan 75’ Sensi |

| Arbitro: | Fabbri (Ravenna) |

|              |           |              |
| Politano 22’ | Marcatori | 80’ Callejón |

| Arbitro: | Pairetto (Nichelino) |

|             |           |              |
| Kalinić 86’ | Marcatori | 75’ Politano |

| Arbitro: | Gavillucci (Latina) |

|                   |           |                  |
| Politano 41’, 64’ | Marcatori | 22’, 72’ Diabaté |

| Arbitro: | Guida (Torre Annunziata) |

|  |           |           |
|  | Marcatori | 38’ Lemos |

| Arbitro: | Irrati (Pistoia) |

|              |           |  |
| Politano 41’ | Marcatori |  |

| Arbitro: | Damato (Barletta) |

|                              |           |                      |
| Trotta 4’, 31’ Simy 16’, 89’ | Marcatori | 45+2’ (rig.) Berardi |

| Arbitro: | La Penna (Roma) |

|              |           |  |
| Politano 68’ | Marcatori |  |

| Arbitro: | Abisso (Palermo) |

|             |           |                          |
| Rafinha 80’ | Marcatori | 25’ Politano 72’ Berardi |

| Arbitro: | Abbattista (Molfetta) |

|  |           |                   |
|  | Marcatori | 45’ (aut.) Pegolo |

### Coppa Italia
| Arbitro: | Pairetto (Nichelino) |

|                          |           |  |
| Missiroli 8’ Berardi 27’ | Marcatori |  |

| Arbitro: | Pillitteri (Palermo) |

|                               |           |                 |
| Falcinelli 34’ Politano 90+3’ | Marcatori | 64’ (rig.) Nenê |

| Arbitro: | Ghersini (Genova) |

|                         |           |                 |
| Cornelius 16’ Toloi 33’ | Marcatori | 74’ (aut.)Toloi |

## Statistiche
Statistiche aggiornate al 20 maggio 2018.

### Statistiche di squadra
| Competizione | Punti | In casa | In casa | In casa | In casa | In casa | In casa | In trasferta | In trasferta | In trasferta | In trasferta | In trasferta | In trasferta | Totale | Totale | Totale | Totale | Totale | Totale | DR  |
| Competizione | Punti | G       | V       | N       | P       | Gf      | Gs      | G            | V            | N            | P            | Gf           | Gs           | G      | V      | N      | P      | Gf     | Gs     | DR  |
| ------------ | ----- | ------- | ------- | ------- | ------- | ------- | ------- | ------------ | ------------ | ------------ | ------------ | ------------ | ------------ | ------ | ------ | ------ | ------ | ------ | ------ | --- |
| Serie A      | 43    | 19      | 4       | 7       | 8       | 11      | 22      | 19           | 7            | 3            | 9            | 18           | 37           | 38     | 11     | 10     | 17     | 29     | 59     | −30 |
| Coppa Italia | -     | 2       | 2       | 0       | 0       | 4       | 1       | 1            | 0            | 0            | 1            | 1            | 2            | 3      | 2      | 0      | 1      | 5      | 3      | 2   |
| Totale       | 43    | 21      | 6       | 7       | 8       | 15      | 23      | 20           | 7            | 3            | 10           | 19           | 39           | 41     | 13     | 10     | 18     | 34     | 62     | −28 |

### Andamento in campionato
| Giornata  | 1  | 2  | 3  | 4  | 5  | 6  | 7  | 8  | 9  | 10 | 11 | 12 | 13 | 14 | 15 | 16 | 17 | 18 | 19 | 20 | 21 | 22 | 23 | 24 | 25 | 26 | 27 | 28 | 29 | 30 | 31 | 32 | 33 | 34 | 35 | 36 | 37 | 38 |
| --------- | -- | -- | -- | -- | -- | -- | -- | -- | -- | -- | -- | -- | -- | -- | -- | -- | -- | -- | -- | -- | -- | -- | -- | -- | -- | -- | -- | -- | -- | -- | -- | -- | -- | -- | -- | -- | -- | -- |
| Luogo     | T  | C  | T  | C  | T  | C  | T  | C  | T  | C  | T  | C  | T  | C  | T  | C  | T  | C  | T  | C  | T  | C  | T  | C  | T  | C  | T  | C  | T  | C  | T  | C  | T  | C  | T  | C  | T  | C  |
| Risultato | N  | P  | P  | P  | V  | P  | P  | N  | V  | P  | P  | P  | V  | P  | P  | V  | V  | V  | N  | P  | N  | P  | P  | N  | P  | P  | N  | N  | V  | N  | N  | N  | V  | V  | P  | V  | V  | P  |
| Posizione | 12 | 15 | 17 | 17 | 14 | 15 | 17 | 19 | 13 | 15 | 17 | 17 | 16 | 16 | 17 | 15 | 15 | 14 | 14 | 15 | 14 | 14 | 16 | 15 | 16 | 16 | 16 | 16 | 15 | 16 | 14 | 15 | 13 | 13 | 13 | 12 | 11 | 11 |

Legenda:

Luogo: C = Casa; T = Trasferta. Risultato: V = Vittoria; N = Pareggio; P = Sconfitta.